# 老军营街道
老军营街道，是中华人民共和国山西省太原市迎泽区下辖的一个乡镇级行政单位。

## 行政区划
老军营街道下辖以下地区：
老军营小区二社区、老军营小区一社区、老军营小区三社区、新建南路一社区、新建南路二社区、新建南路三社区、桃园南路一社区、桃园南路二社区、滨河东路一社区和劲松社区。